# La Vierge et l'Enfant avec saint Michel et saint Blaise
La Vierge et l'Enfant avec saint Michel et saint Blaise  est un  retable de Neri di Bicci datant de 1475, conservé au musée des beaux-arts de Montréal.

## Histoire
Le tableau faisait partie  du fonds John W. Tempest avant d'entrer  par son legs en 1892 dans la collection Art international ancien et moderne du MBAM, maintenant installé dans le pavillon Jean-Noël Desmarais au niveau 4.

## Iconographie
La Vierge à l'Enfant  en Maestà est représentée en Conversation sacrée  avec deux saints reconnaissable à leurs attributs : saint Michel archange   en armure équipé de son épée, de sa balance pour la pesée des âmes et foulant le Démon ; saint Blaise de Sébaste en habit et coiffe épiscopaux, avec l'instrument de son martyre, un peigne à carder avec ses pointes de fer.

## Description
Dans un encadrement à pilastres latéraux,  comportant en haut une frise bicolore et un entablement en saillie, le retable se décompose en deux parties narratives :
le panneau principal
La Vierge en majesté est placée au centre sur un trône architectonique élaboré (chapiteaux ioniens, pilastres, frises, dais creusé en cylindre, estrade polygonale).
Elle est accompagnée de  saint Blaise placé à gauche, saint Michel à droite. Les donateurs sont représentés en petites figures en bas de la scène mêlés au bandeau de l'inscription qui affiche le sujet :
« SCS•BLASP•EPISHO[...]•YHS•XPS•FILI•DEI•VIVI•[...]SCS•MICHAEL•ARCHA... »
la prédelle

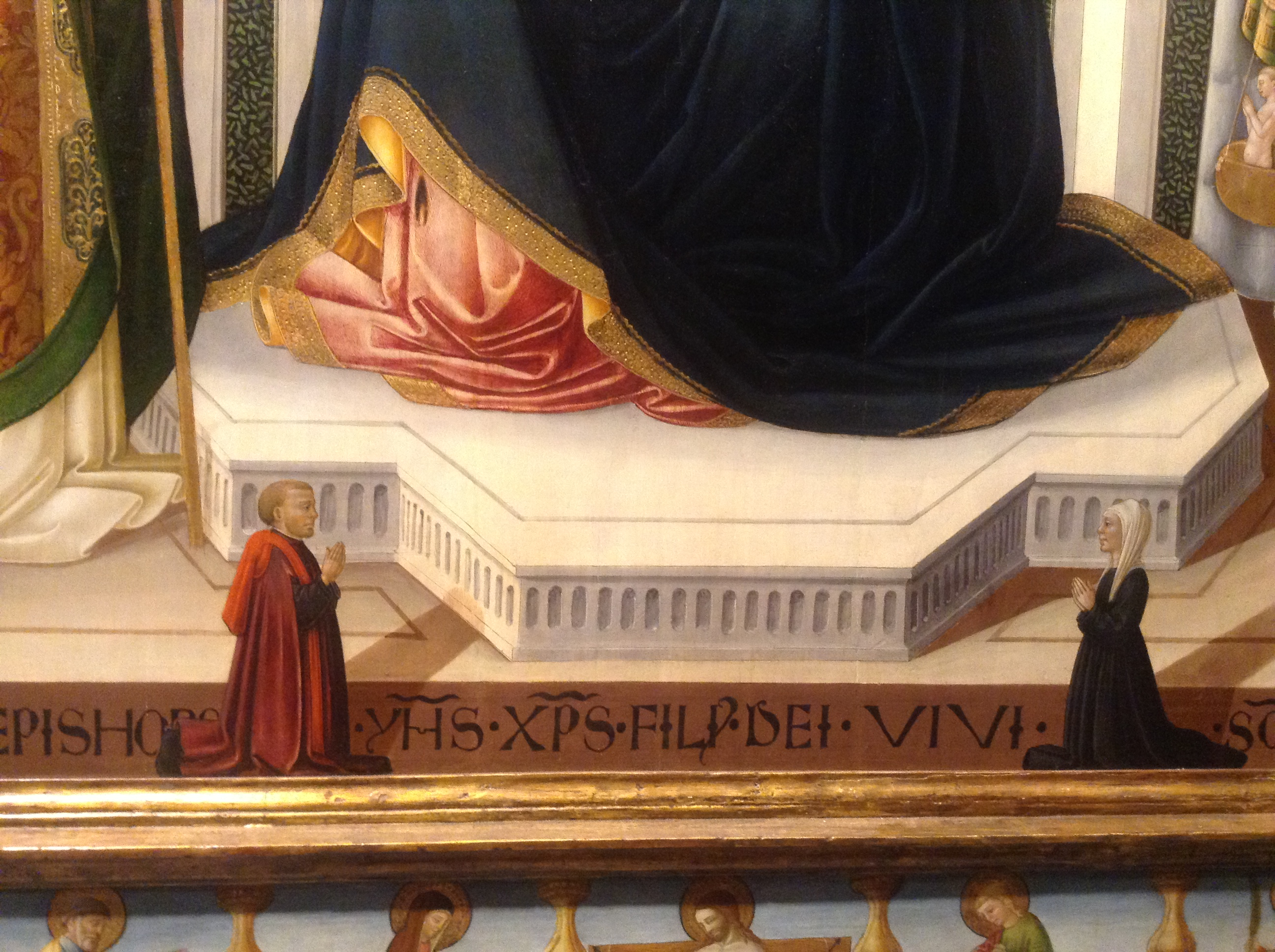
Détail des donateurs

Les scènes ne sont pas peintes sur des panneaux individuels mais avec un horizon et un ciel peint en continuité spatiale et séparées par des colonnettes peintes dorées. 
- Christ de douleur  émergeant du tombeau au centre
- à gauche : Tobie et l'ange, Saint Pierre, La Vierge assise lisant
- à droite, Saint Jean l'Évangéliste, Saint Laurent et Saint François d'Assise,
- les armoiries probables des donateurs aux deux extrémités.

## Analyse
Les innovations stylistiques de l'école florentine sont ici très appuyées avec la perspective centrée et accélérée du trône, la continuité spatiale du fond des scènes de la prédelle, les ombres portées (estrade, donateurs). 
En même temps Neri di Bicci (ou son atelier prolifique) use encore des principes de la peinture gothique  : perspective inversée pour la présence du couple des donateurs petits vus de profil, au premier plan empiétant sur le bandeau écrit (comme les ressuscités dans la balance de la pesée des âmes) ;  perspective signifiante (Marie debout serait plus grande que les saints) ;  représentation très architecturale pour le trône ; poutres de la charpente sans point de fuite malgré la trouée trapézoïdale au-dessus du dais ; présence d'or dans les habits et dans le  fond uni ; plis appuyés de la robe de la Vierge ; prédelle narrative ; blasons latéraux des commanditaires.